# Sparkasse Leverkusen
Die Sparkasse Leverkusen ist ein öffentlich-rechtliches Kreditinstitut mit Sitz in Leverkusen in Nordrhein-Westfalen. Ihr Geschäftsgebiet ist die Stadt Leverkusen.

## Organisationsstruktur
Die Sparkasse Leverkusen ist eine Anstalt des öffentlichen Rechts. Rechtsgrundlagen für die geschäftliche Tätigkeit sind das Kreditwesengesetz der Bundesrepublik Deutschland, das  Sparkassengesetz für Nordrhein-Westfalen und die durch den Träger der Sparkasse erlassene Satzung. Organe der Sparkasse sind der Vorstand und der Verwaltungsrat.

## Geschäftsausrichtung
Die Sparkasse Leverkusen betreibt als Sparkasse das Universalbankgeschäft. Sie ist Marktführer in ihrem Geschäftsgebiet. Die Sparkasse Leverkusen wies im Geschäftsjahr 2023 eine Bilanzsumme von 4,247 Mrd. Euro aus und verfügte über Kundeneinlagen von 3,318 Mrd. Euro. Gemäß der Sparkassenrangliste 2023 liegt sie nach Bilanzsumme auf Rang 115. Sie unterhält 17 Filialen/Selbstbedienungsstandorte und beschäftigt 503 Mitarbeiter.
Durch ihren öffentlichen Auftrag ist die Sparkasse Leverkusen verpflichtet, den wirtschaftlichen und sozialen Fortschritt der breiten Bevölkerung sowie der mittelständischen Wirtschaft zu fördern. Kommunen und andere öffentlich-rechtliche Körperschaften sowie der Wettbewerb im Kreditgewerbe werden unterstützt. Die Sparkasse Leverkusen fördert die finanzielle Eigenvorsorge und Selbstverantwortung.  Aufgrund des Regionalprinzips verpflichtet sie sich, Gelder nur an Personen mit Sitz oder Niederlassung im Satzungsgebiet zu vergeben.

## Sparkassen-Finanzgruppe
Die Sparkasse Leverkusen ist Teil der Sparkassen-Finanzgruppe und gehört damit auch ihrem Haftungsverbund an. Er sichert den Bestand der Institute und sorgt dafür, dass sie auch im Fall der Insolvenz einzelner Sparkassen alle Verbindlichkeiten erfüllen können. Die Sparkasse vermittelt Bausparverträge der regionalen Landesbausparkasse, offene Investmentfonds der Deka und Versicherungen der Provinzial Rheinland. Im Bereich des Leasing arbeitet die Sparkasse Leverkusen mit der  Deutschen Leasing zusammen. Die Funktion der Sparkassenzentralbank nimmt die Helaba wahr.

## Geschichte

### Sparkasse Leverkusen

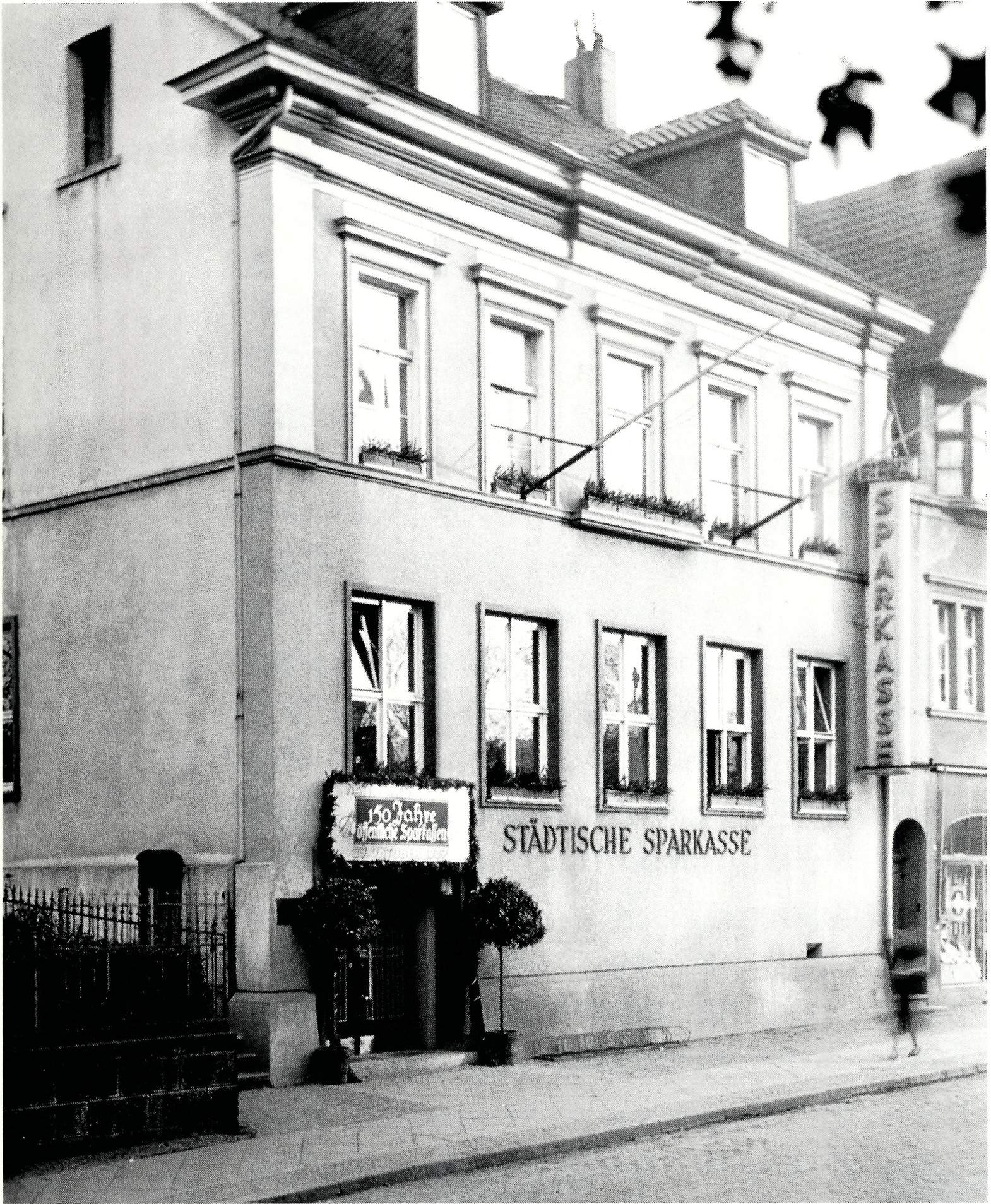
Sparkasse Opladen um 1935

1844 begann die Sparkasse Leverkusen mit ihrem Geschäftsbetrieb – damals als Sparkasse im Landkreis Solingen. Dem vorausgegangen war ein Antrag der Stadt Solingen fünf Jahre zuvor. Danach konnten die ersten Einlagen gemacht werden. Doch das genügte dem Landrat nicht, so dass er allen Bürgermeistern seines Kreises Statuten der Sparkasse für den Kreis (Mönchen)Gladbach schickte und darauf bei der Regierung in Düsseldorf die Gründung einer gemeinschaftlichen „Kreis-Spar-Kasse“ beantragte. Die Genehmigung ließ zwei Jahre auf sich warten. Am 24. August 1843 genehmigte der Oberpräsident den Antrag, so dass ein halbes Jahr später der Geschäftsbetrieb aufgenommen werden konnte.

### Sparkasse Opladen
Im April 1844 wurde die Gründung der Sparkasse Opladen beantragt. Sie zog in das Gasthaus „Zum Ritter“ direkt an der Nordrampe der Wupperbrücke in Opladen. Der erste Direktor der Sparkasse war Julius Schnitzler (1806–1884), als Hauptrendant fungierte Wilhelm Ulenberg (1815–1888). Beide waren zeitgleich Geschäftsführer der Spinnerei und Schraubenfabrik Ulenberg & Schnitzler an der Wupperbrücke.

### Fusion der beiden Sparkassen
Aufgrund der vorausgegangenen Verwaltungs- und Gebietsreform in den 70er Jahren, geriet das Bundesland Nordrhein-Westfalen in große Unruhe. So gab es u. a. die Diskussion der Eingemeindung von Leverkusen nach Köln, die schließlich verhindert wurde. Derartige einschneidende Ereignisse gingen auch an den beiden Sparkassen nicht spurlos vorüber und so fusionierten am 1. Januar 1976 die Sparkasse Opladen und die Sparkasse Leverkusen als Folge des neuen nordrhein-westfälischen Sparkassengesetzes. Den ersten Vorstand bildeten fünf Sparkassendirektoren: dem Vorstandsvorsitzenden Heinz Gries, den Mitgliedern Willi Schmidtke und Karl-Heinz Wolf sowie den Stellvertretern Robert Giese und Klaus Ochs. Zur Hauptstelle wurde das heute noch in der Friedrich-Ebert-Str. 39 in Leverkusen-Wiesdorf stehende Gebäude.

## Gesellschaftliches Engagement
Die Sparkasse Leverkusen unterstützt jährlich mehr als 400 kulturelle, soziale, sportliche und gesellschaftliche Einzelmaßnahmen in ihrem Geschäftsgebiet mit insgesamt ca. 1,4 Mio. Euro. Zu den Begünstigten zählen z. B. das Schloss Morsbroich, die Leverkusener Tafel, der TSV Bayer 04 Leverkusen, das Naturgut Ophoven und weitere Vereine.

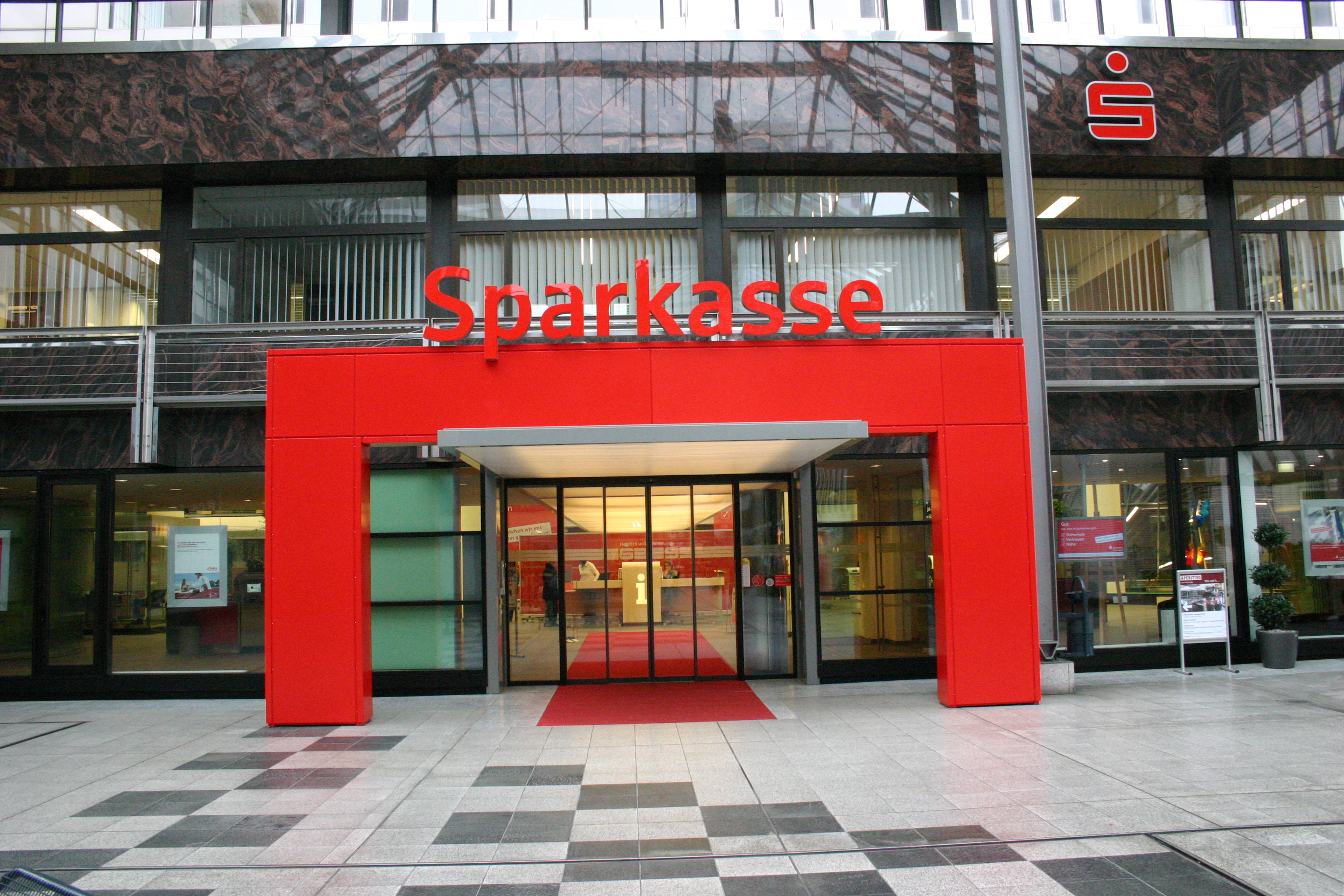
Haupteingang

Zusammen mit der Stadt Leverkusen betreibt die Sparkasse die gemeinnützige Bürgerstiftung Leverkusen, die sich um das Gemeinwohl der Stadt und seiner Bürger kümmert.
Zudem kümmert sich die Altenstiftung der Sparkasse Leverkusen seit 1969 um die Förderung der Altenhilfe in Leverkusen. In den beiden Begegnungsstätten in Rheindorf-Nord und Lützenkirchen gibt es Treffpunkte für Senioren und deren Angehörige mit unterschiedlichsten Veranstaltungsangeboten.

## Auszeichnungen
2009 wurde die Hauptstelle nach über 40 Jahren  saniert und umgebaut. Im Zuge dessen wurde die renovierte Geschäftsstelle zur „Geschäftsstelle des Jahres“ in Deutschland ausgezeichnet.
Im Jahr 2006 gewann die Sparkasse Leverkusen den vom Deutschen Sparkassen- und Giroverband (DSGV) ausgelobten Bankenaward für ihren Geschäftsbericht aus dem Jahr zuvor. Beim vom DSGV ausgelobten Design-Preis Arno belegte die Sparkasse Leverkusen 2013 den 2. Platz in der Kategorie „Geschäftsbericht“.